# Joseph Burtt Davy
Pour les articles homonymes, voir Burtt et Davy.
Joseph Burtt Davy (né le 7 mars 1870 à Findern, Derbyshire - mort le 20 août 1940 à Birmingham) est un botaniste britannique.

## Publications
Liste non exhaustive
- Maize : Its history, cultivation, handling, and uses with special reference to South-Africa : A textbook for farmers, students of agriculture, and teachers of nature study, 	London, Longmans, Green and Co., 1914, 831 p.
- The collection and preparation of Herbarium and Timber specimens (avec L. Chalk), University of Oxford. Imperial Forestry Institute, 1927, 28 p.
- Forest Trees and Timbers of the British Empire, (édité avec L. Chalk & A.C. Hoyle), 4 vol., Oxford, Clarendon Press, 1932-1939.
- Check-list of the forest trees and shrubs of the British Empire : Uganda Protectorate (compilé avec Florence Bolton), University of Oxford. Imperial Forestry Institute, 1935, 132 p.